# News of the World (campeonato)
El campeonato News of the World, auspiciado por el periódico News of the World, y organizado por la Asociación Profesional de Billar y Snooker, fue el torneo más importante de snooker en la década de los 50. Su importancia, incluso por encima del Campeonato del Mundo, se explica por la participación de Joe Davis.

## Ganadores
| Año  | Ganador      | Finalista    |
| ---- | ------------ | ------------ |
| 1950 | Joe Davis    | Sidney Smith |
| 1951 | Alec Brown   | John Pulman  |
| 1952 | Sidney Smith | Albert Brown |
| 1953 | Joe Davis    | Jackie Rea   |
| 1954 | John Pulman  | Joe Davis    |
| 1955 | Jackie Rea   | Joe Davis    |
| 1956 | Joe Davis    | Fred Davis   |
| 1957 | John Pulman  | Fred Davis   |
| 1958 | Fred Davis   | John Pulman  |
| 1959 | Fred Davis   | Joe Davis    |